# Big Fish (musikgrupp)
Big fish är ett svenskt rockband som bildades 1988 i Uppsala. De startade som ett industriband influerat av den tyska 1980-talsscenen men kom senare att blanda in åtskilliga metal-folkmusikinfluenser. De kallade sin musik för "medeltidsmaskinmetal". Till en början sjöng de mest på engelska men kom med tiden helt att gå över till svenska. De första alstren gavs ut av bandet själv och det lokala skivbolaget Tango Train Production. Bandet fick därefter under tidigt 1990-tal skivkontakt med det lilla Göteborgsbaserade Strontium Records men gick 1993–1994 över till Birdnest Records och debuterade där med Sånger ur sten. Skivbolagsbytet ledde till att många punkare fick upp ögonen för bandet. Big Fish upplöstes 1996 då ett par av medlemmarna flyttade från Uppsala. David Giese och Tomas Gustavsson fortsatte i bland annat Moder Jords Massiva. Efter att sedan 2016 återförenats då och då för enstaka spelningar återstartades bandet 2022 och släppte nya albumet Kalla döda drömmar.

## Medlemmar
- David Giese – sång, sampler (1988–1996, 2022-)
- Tomas Gustavsson (numer Rudström) – keyboard, dragspel, saxofon, slagverk, med mera (1988–1996, 2022-)
- Andreas "Dea" Iverhed – basgitarr, sång (1988–1996, 2022-)
- Arvid Eriksson – gitarr, sång (1990–1996, 2022-)
- Anders Stub – trummor (1993–1996) (till en början endast live)
- David Molin – slagverk, mässingblås (1988–1989)

## Diskografi
Studioalbum
- The Natural Powers (1990) (kassett, egenutgiven)
- Död mans vals (1991) (kassett)
- Vargavinter (1992)
- Sånger ur sten (1994)
- Andar i halsen (1996)
- Kalla döda drömmar (2022)

EP
- Hydrology (1990)
- Dans mot tiden (1993)

Singlar
- Nyårshambo (1994)
- Blues för Paranoia (1996)
- Döden vid Järva krog (2022) (endast digital singel)
- Kalla döda drömmar (2022) (endast digital singel)